# ميريام سبيتيري ديبونو
ميريام سبيتيري ديبونو (مواليد 25 أكتوبر 1952) سياسية مالطية، وهي الرئيسة الحادية عشرة والحالية لمالطا. وهي أول امرأة من غوزيتا (جزيرة غودش) تُنتخب لهذا المنصب. شغلت أيضًا منصب رئيسة مجلس النواب في مالطا من عام 1996إلى عام 1998وكانت أول امرأة تشغل هذا المنصب. 

## الحياة المبكرة والمهنية
ولدت سبيتيري ديبونو باسم ميريام زاميت في فيكتوريا، غودش، لأب يدعى باولو زاميت وزوجته. تلقت تعليمها الرسمي في طفولتها في غوزو ثم التحقت بجامعة مالطا حيث درست الأدب الإنجليزي واللغويات، وتخرجت عام 1973، وأسست اتحاد الطلاب الاشتراكيين. كما درست القانون وتخرجت ككاتبة عدل عام عام 1980.
وشملت أول تعييناتها في المناصب العامة منصب رئيس مجلس التعاونيات، وعضو مؤسس في لجنة المساواة بين الجنسين.
كانت مرشحة لحزب العمال المالطي في خمس انتخابات عامة (1981، 1987، 1992، 1996، 2003)، ولكنها لم تُنتخب كعضو في البرلمان. ومع ذلك، فقد انتُخبت لعضوية اللجنة التنفيذية الوطنية للحزب في عام 1982 وعملت كسكرتيرة دعاية للحزب.
شغلت سبيتيري ديبونو منصب رئيسة القسم النسائي لحزب العمال المالطي بين عامي 1993 و1996.
في سبتمبر 1996، تم تعيينها رئيسة لمجلس النواب في مالطا من قبل رئيس الوزراء ألفريد سانت. وكانت أول امرأة تشغل هذا المنصب في مالطا وتم استبدالها بأنطون تابون في أكتوبر 1998.
في يناير 2023، تم ترشيحها لمنصب مفوض المعايير من قبل الحزب القومي ، ومع ذلك، رفضت أن يتم النظر فيها رسميًا لهذا المنصب مدعية أنها غير مناسبة له ولا مهتمة بتولي المنصب.

## الرئاسة
في 21 مارس 2024، ورد أنها المرشحة الأوفر حظًا لتعيينها رئيسة لجمهورية مالطا. وفي الأسبوع التالي، تم تأكيد ذلك في بيان مشترك صادر عن مكتبي رئيس الوزراء وزعيم المعارضة صوت مجلس النواب في مالطا بالإجماع على انتخاب سبيتيري ديبونو رئيسًا الحادي عشر لمالطا في 27 مارس 2024، ليصبح أول رئيس يتم انتخابه باستخدام الإصلاحات الدستورية الجديدة لعام 2020 بما في ذلك الشرط الجديد المتمثل في موافقة ثلثي البرلمان على المرشح الرئاسي.
سبيتيري ديبونو هي ثالث امرأة تشغل منصب رئيسة مالطا، بعد أغاثا باربرا وماري لويز كوليرو بريكا. وهي أيضًا ثالث شخص من غوزو يتم تعيينه في هذا المنصب، بعد أنطون بوتيجيج وشينسو تابوني.
تم تنصيبها في 4 أبريل 2024.